# John DeWitt
John Riegel DeWitt (ur. 29 października 1881 w Phillipsburgu, zm. 28 lipca 1930 w Nowym Jorku) – amerykański lekkoatleta specjalizujący się w rzucie młotem, medalista olimpijski.
W 1901 r. zdobył srebrny medal mistrzostw Stanów Zjednoczonych w rzucie młotem. W 1904 r. reprezentował barwy Stanów Zjednoczonych na rozegranych w Saint Louis letnich igrzyskach olimpijskich, podczas których zdobył srebrny medal w rzucie młotem.
Rekord życiowy w rzucie młotem – 51,38 – Celtic Park 30/08/1902.